# Mayte Martín

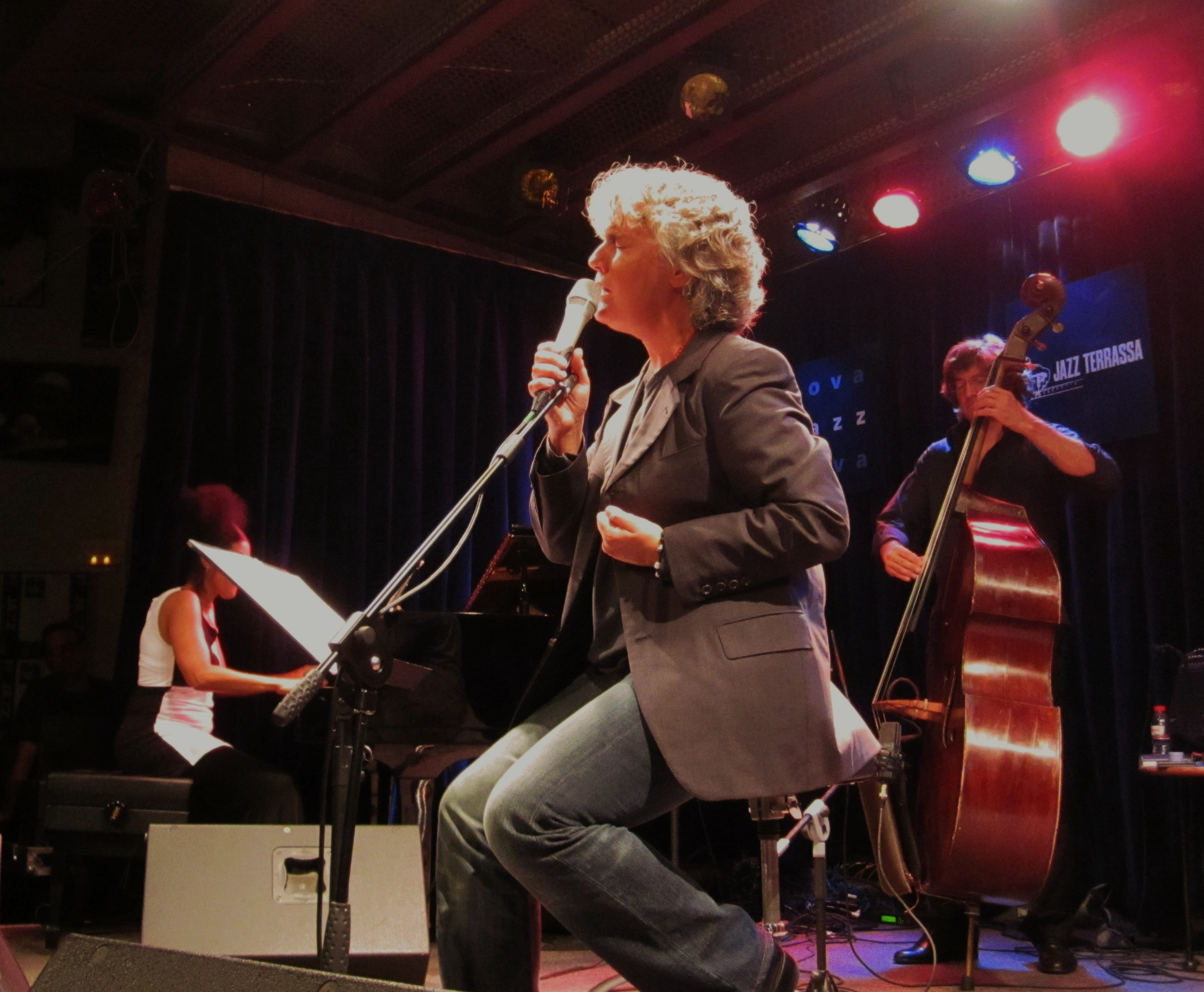
Mayte Martín (2012)

Mayte Martín (* 19. April 1965 in Barcelona, Spanien, als María Teresa Martín Cadierno) ist eine spanische Flamenco- und Bolero-Sängerin und -Komponistin. Sie ist eine der bedeutendsten Flamenco-Sängerinnen ihrer Generation und widmet einen Teil ihrer Karriere dem spanisch-amerikanischen Genre des Bolero.

## Biografie
Bereits als Kind begann sie im Familienkreis mit dem Gesang und gewann im Alter von zehn Jahren einen Gesangswettbewerb, den ein Supermarkt organisiert hatte. Danach trat sie regelmäßig als Amateur auf den peñas flamencas in Barcelona und den Vororten auf und wurde im Alter von 16 Jahren eine professionelle Musikerin. In dieser Zeit erlernte sie verschiedene Flamenco-Palo durch Hören von Aufnahmen von Flamenco-Sängern wie Juan Valderrama, Manolo Caracol, Camarón de la Isla, Lole Montoya und Pastora Pavón, bekannt als La Niña de los Peines. Sie bekam eine professionelle Gesangs-Ausbildung und praktizierte ihre Fähigkeiten als cantaora de atrás (Sänger für Flamenco-Tanz).
Im Jahr 1987 gewann sie den ersten Preis Lámpara Minera auf dem Festival del Cante de las Minas in La Unión. Zwei Jahre später erhielt sie beim Concurso Nacional de Arte Flamenco de Córdoba den Antonio-Chacón-Preis für den besten Malagueña. Zur gleichen Zeit startete sie eine internationale Karriere, nachdem sie von Peter Gabriel zum Womad Festival eingeladen wurde. Im Jahr 1994 nahm sie ihr erstes Album Muy Frágil zusammen mit dem Gitarristen Chicuelo und Arrangements von Joan Albert Amargós auf, der auch bei bekannten Flamenco-Musiker wie Paco de Lucía und Camarón de la Isla mitwirkt. Im Jahr 2000 veröffentlichte sie ihr zweites Album Querencia, das als bestes Flamenco-Album für den Latin Grammy Award 2001 nominiert wurde.
Obgleich sie bereits als Sängerin sehr bekannt war, trat sie wieder als cantaora de atrás auf, als sie 1996 die Tänzerin Belén Maya traf, mit der sie international anerkannt unter den Titeln Mayte Martín + Belén Maya (seit 1996) und Flamenco de Cámara (seit 2003) durch die Welt tourte.
Im Jahr 1997 erhielt sie den Preis der Stadt Barcelona, der vom Stadtrat verliehen wird, und den Nationalen Musik-Preis als beste Flamenco-Komponistin.
Im Jahr 1993 begann sie mit dem Jazz-Pianisten Tete Montoliu eine professionelle Zusammenarbeit, die bis zu seinem Tod 1997 hielt. Zusammen spielten sie 1996 jazzorientierte Boleros im Album Free Boleros ein. In ihrem zweiten Bolero-Album Tiempo de Amar (2002) spielt Omara Portuondo als Gast in einigen Stücken.
Im Jahr 2005 feierte sie ihr 30-jähriges Jubiläum als Künstlerin am Palau de la Música Catalana mit einem Konzert unter dem Titel Mis 30 años de amor al Arte. Anschließend tourte sie damit durch Europa. Dieses Konzert wurde 2006 als DVD veröffentlicht und zeigt sie als Flamenco- und Bolero-Sängerin. 2009 legte sie ein Album mit Liedern vor, deren Texte Manuel Alcántara verfasst hatte.

## Diskografie
- Muy Frágil (1994)
- Free Boleros mit Tete Montoliu (1996)
- Querencia (2000)
- Tiempo de amar (2002)
- De fuego y de agua mit Katia und Marielle Labèque (2008)
- Al cantar a Manuel (2010)
- Cosas de dos (2015)